# 梁崇铭案
梁崇铭是台湾桃园人，有多次犯罪前科。2018年10月18日晚，梁崇铭吸毒后和其母亲争吵，此后用多把刀砍其母亲37刀，并将母亲头颅砍下扔到楼下。一审法院以其有精神障碍为由不判处死刑而判处无期徒刑，2020年8月20日，二审依刑法第十九条判处无罪，引起社会哗然。此后因其他案件判拘役55天。2021年，经检方抗诉，台湾高等法院更一审再判梁无期徒刑，并最终定谳。